# Naissance en 1239
Naissance
- 1235
- 1236
- 1237
- 1238
- 1239
- 1240
- 1241
- 1242
- 1243

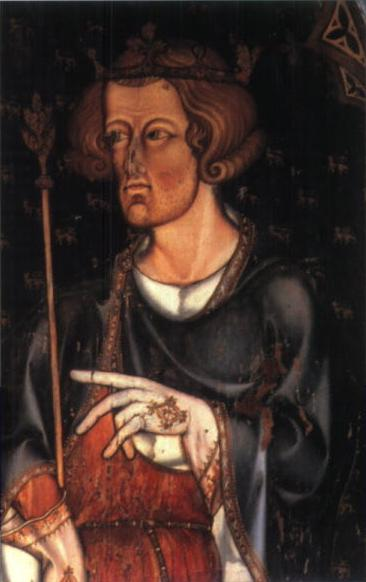
Édouard Ier d'Angleterre, né en 1239.

Cette page dresse une liste de personnalités nées au cours de l'année 1239 :
- 3 ou 4 janvier: Jean II de Bretagne, duc de Bretagne.
- 17 juin : Édouard Ier d'Angleterre, futur roi d'Angleterre.
- 17 décembre : Kujō Yoritsugu, cinquième shogun du shogunat de Kamakura.

- Balian d'Ibelin, seigneur d'Arsouf.
- Chakna Dorjé, personnalité tibétaine.
- Robert de Ferrières, sixième comte de Derby.
- Ippen, moine bouddhique japonais de l’époque de Kamakura, fondateur de l’école amidiste Ji-shū (école du temps).
- Ramkhamhaeng, dit Rama le Fort, roi de l'actuelle Thaïlande.
- Thibaut II de Navarre, roi de Navarre et comte de Champagne.
- Valdemar Birgersson, roi de Suède.

## Crédit d'auteurs
- Cet article est partiellement ou en totalité issu de l'article intitulé « 1239 » (voir la liste des auteurs).